# هولدن وی‌ال کومودور

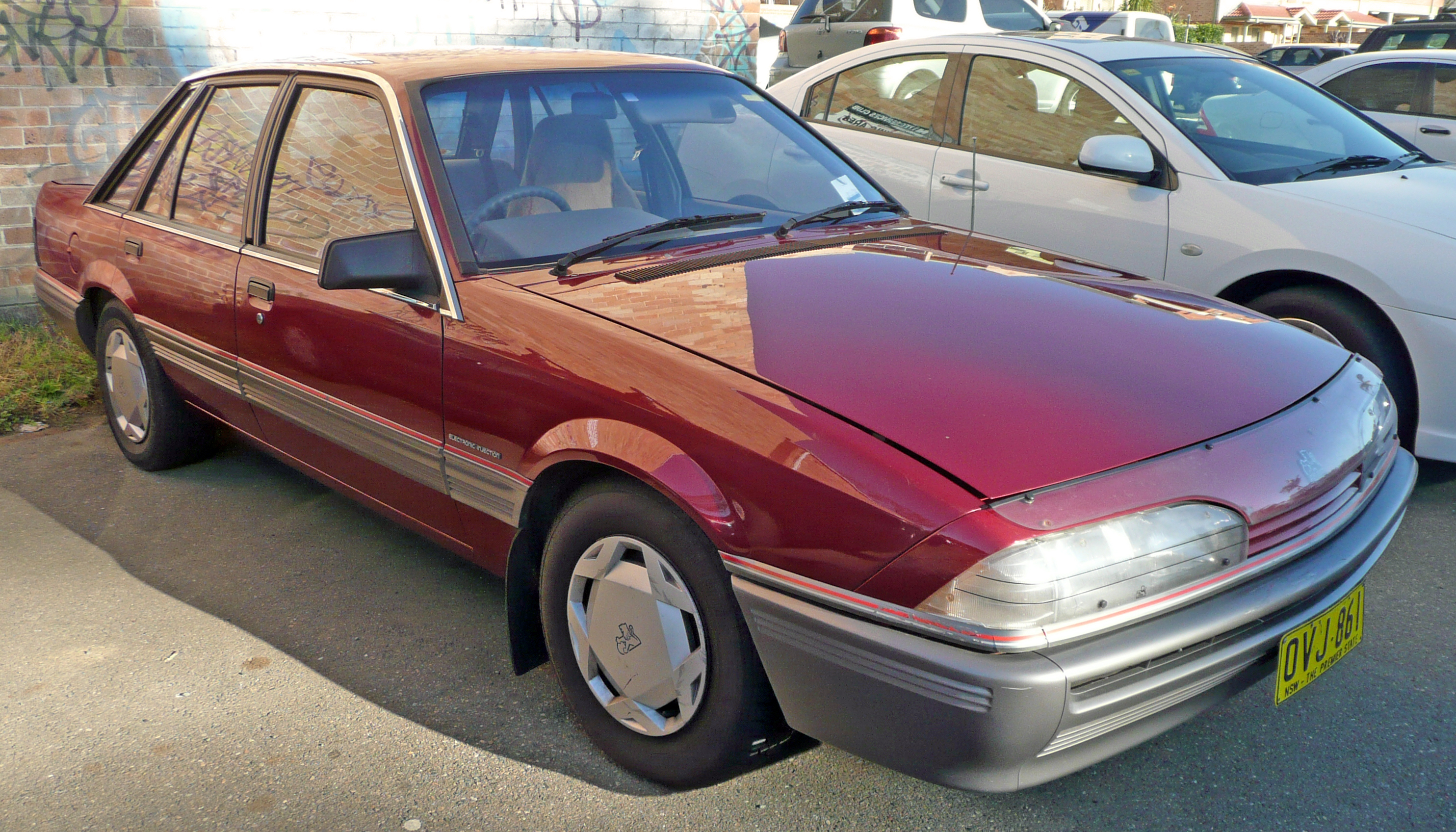

هولدن وی‌ال کومودور (Holden VL Commodore) خودرویی است که در سال‌های February ۱۹۸۶ تا August ۱۹۸۸در استرالیا و استرالیا تولید شده‌است. طراحی آن خودروهای موتور جلو-محور عقب بوده است. سیستم جعبه‌دندهٔ آن ۴ دنده به دو صورت خودکار و دستی است.

## نگارخانه

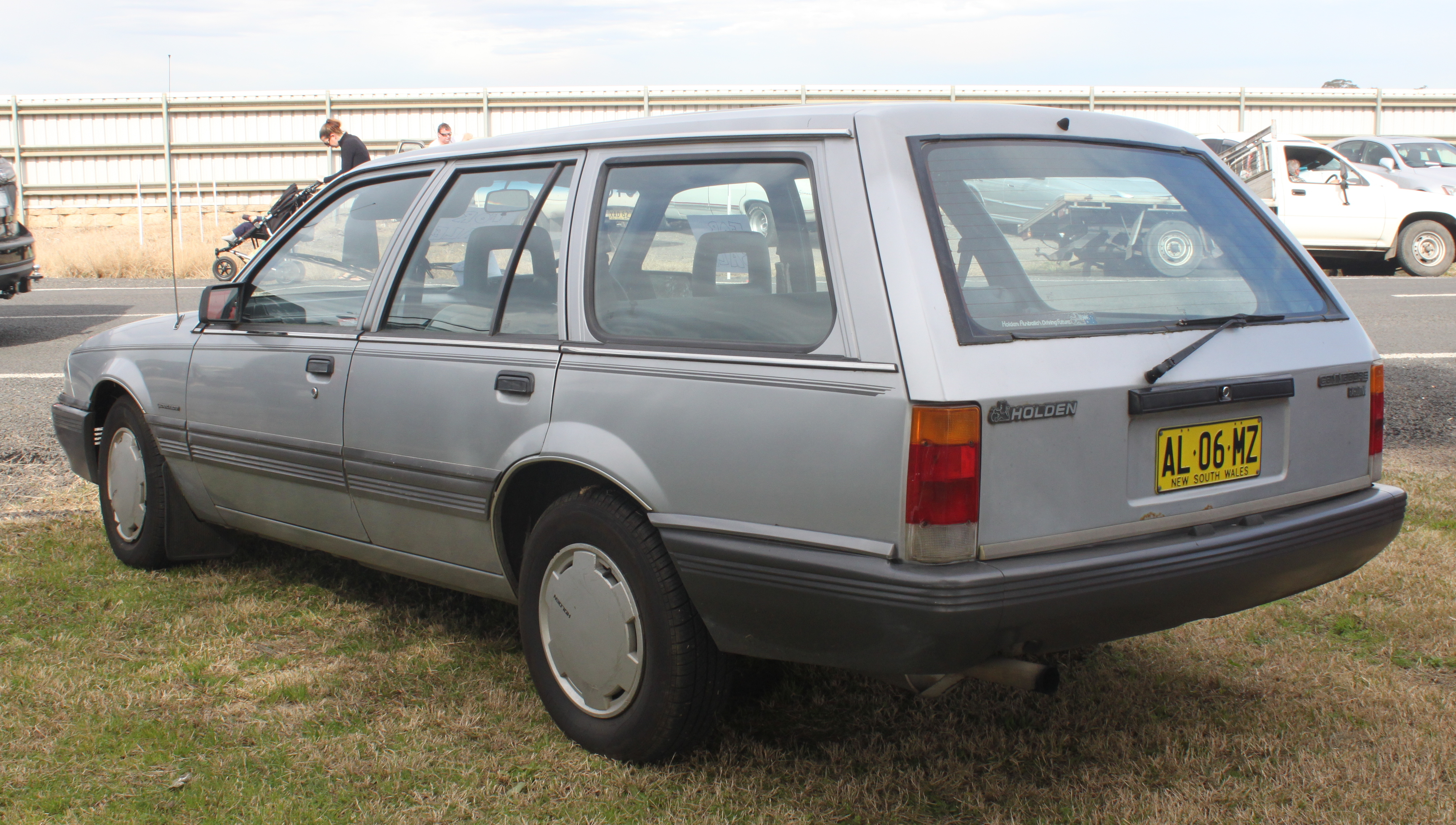
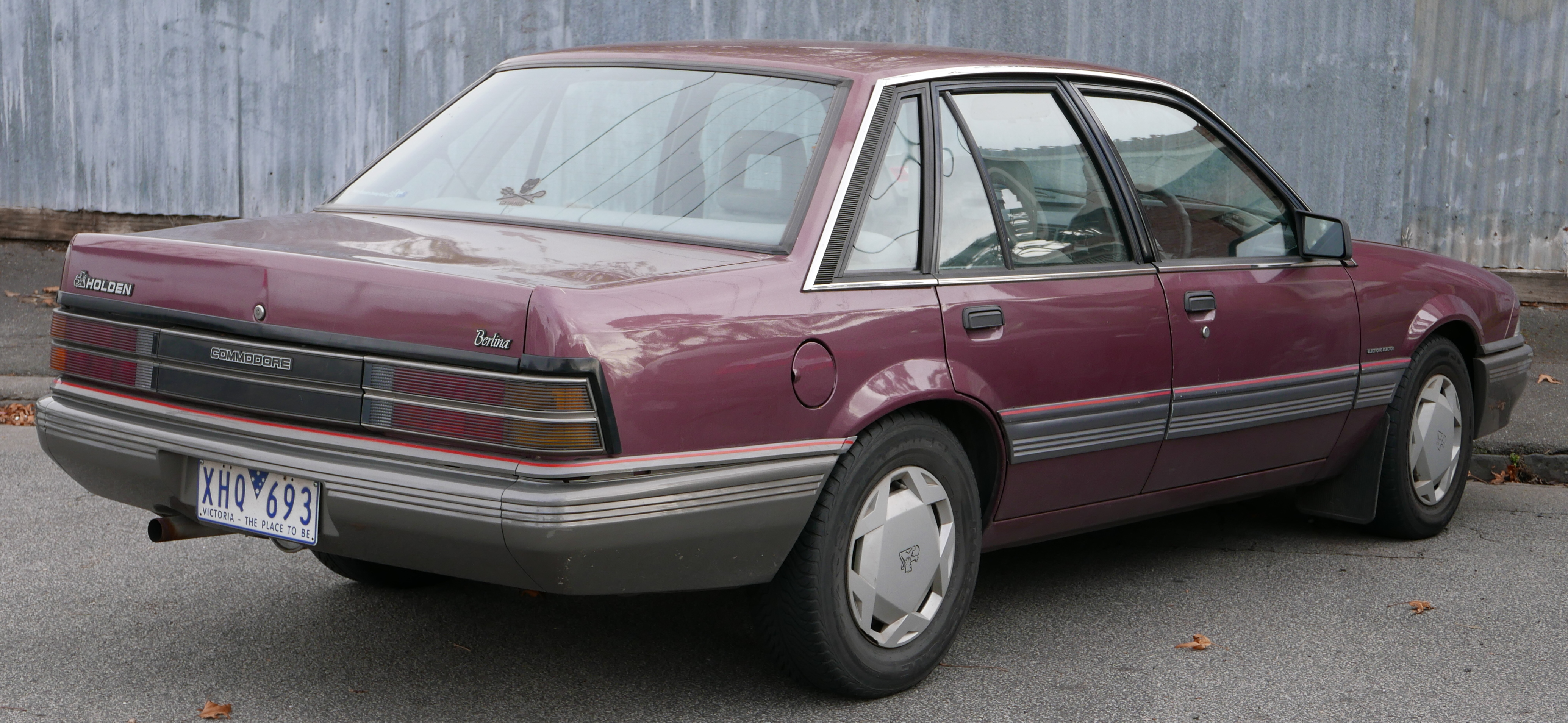
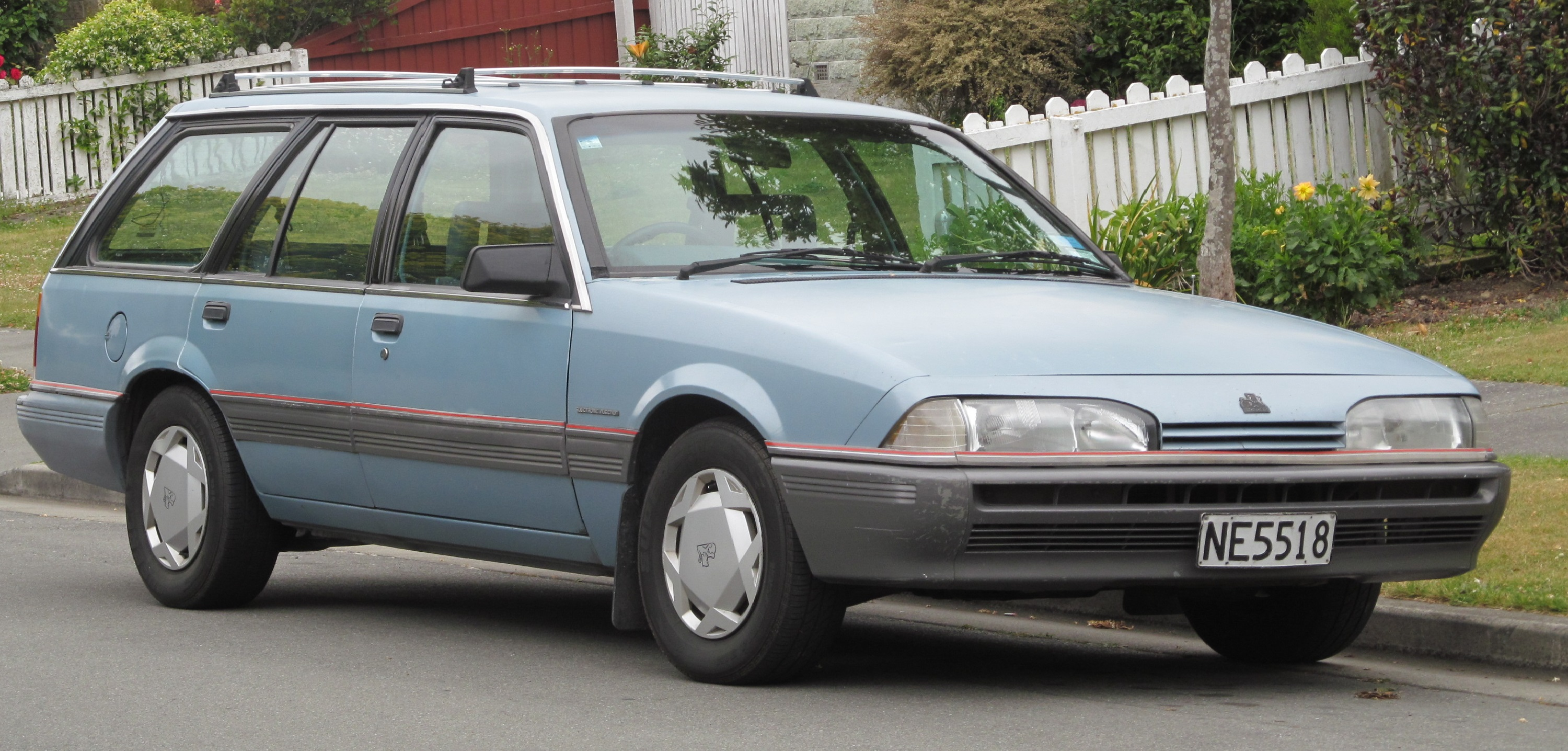
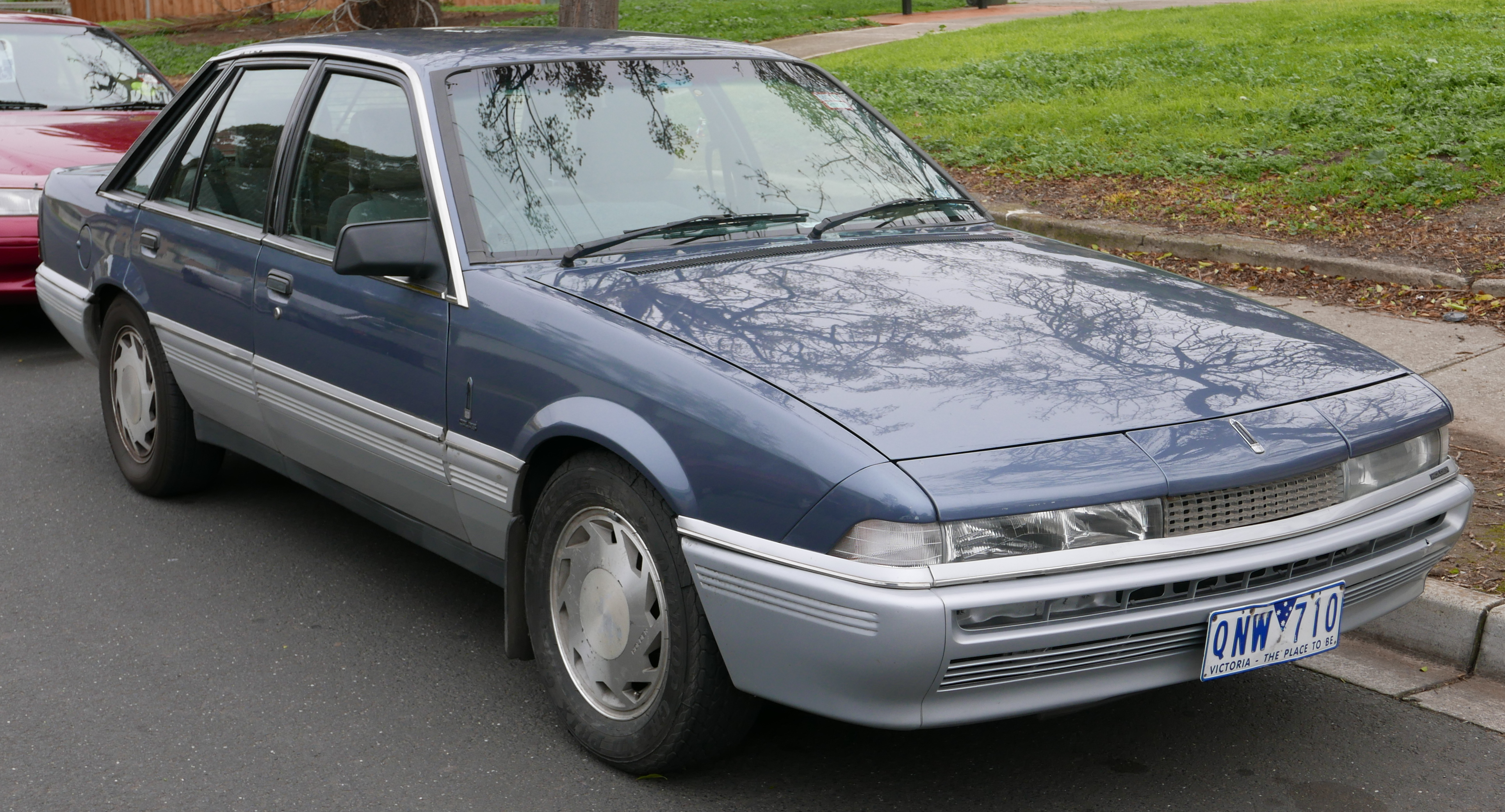
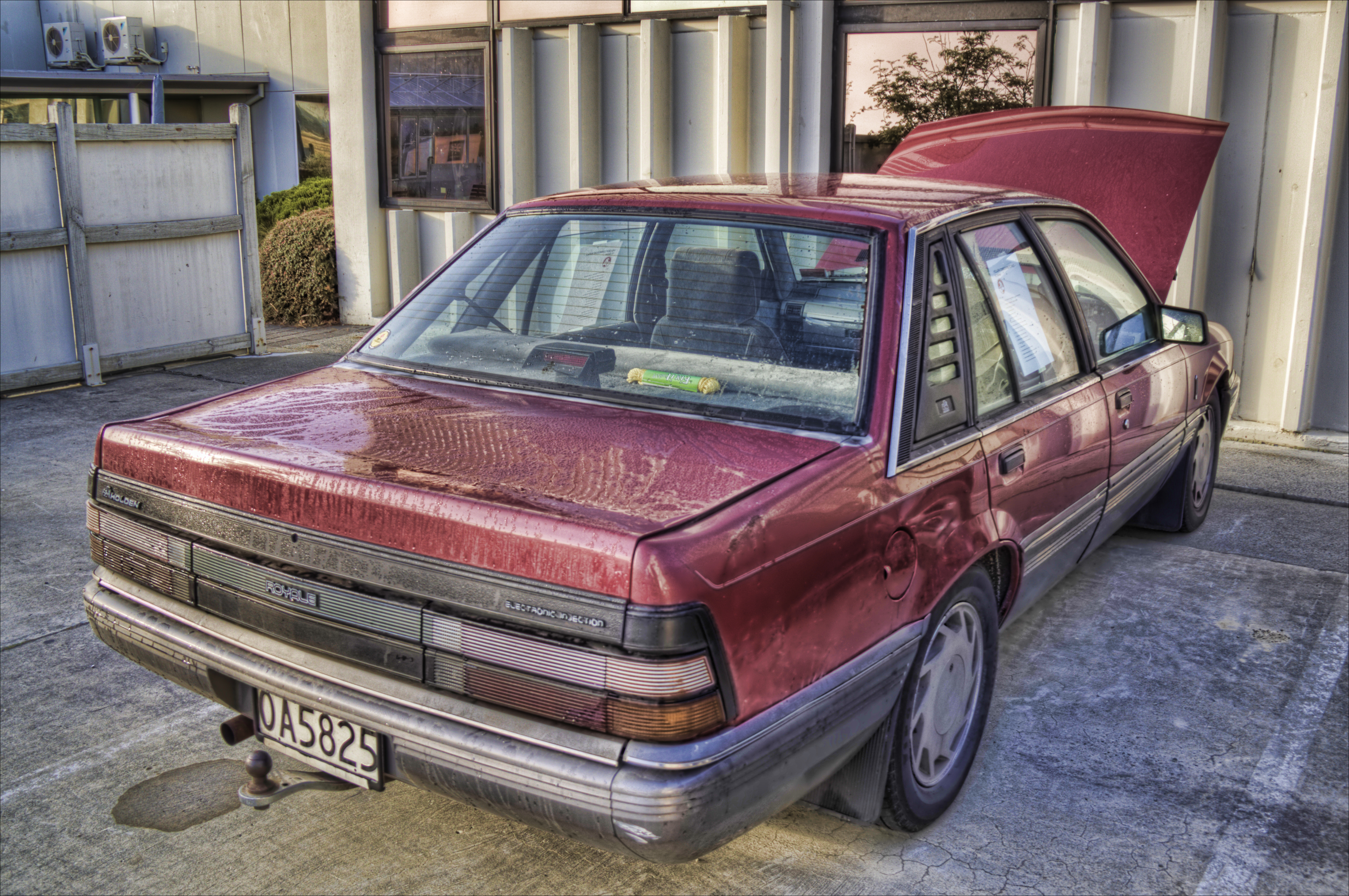
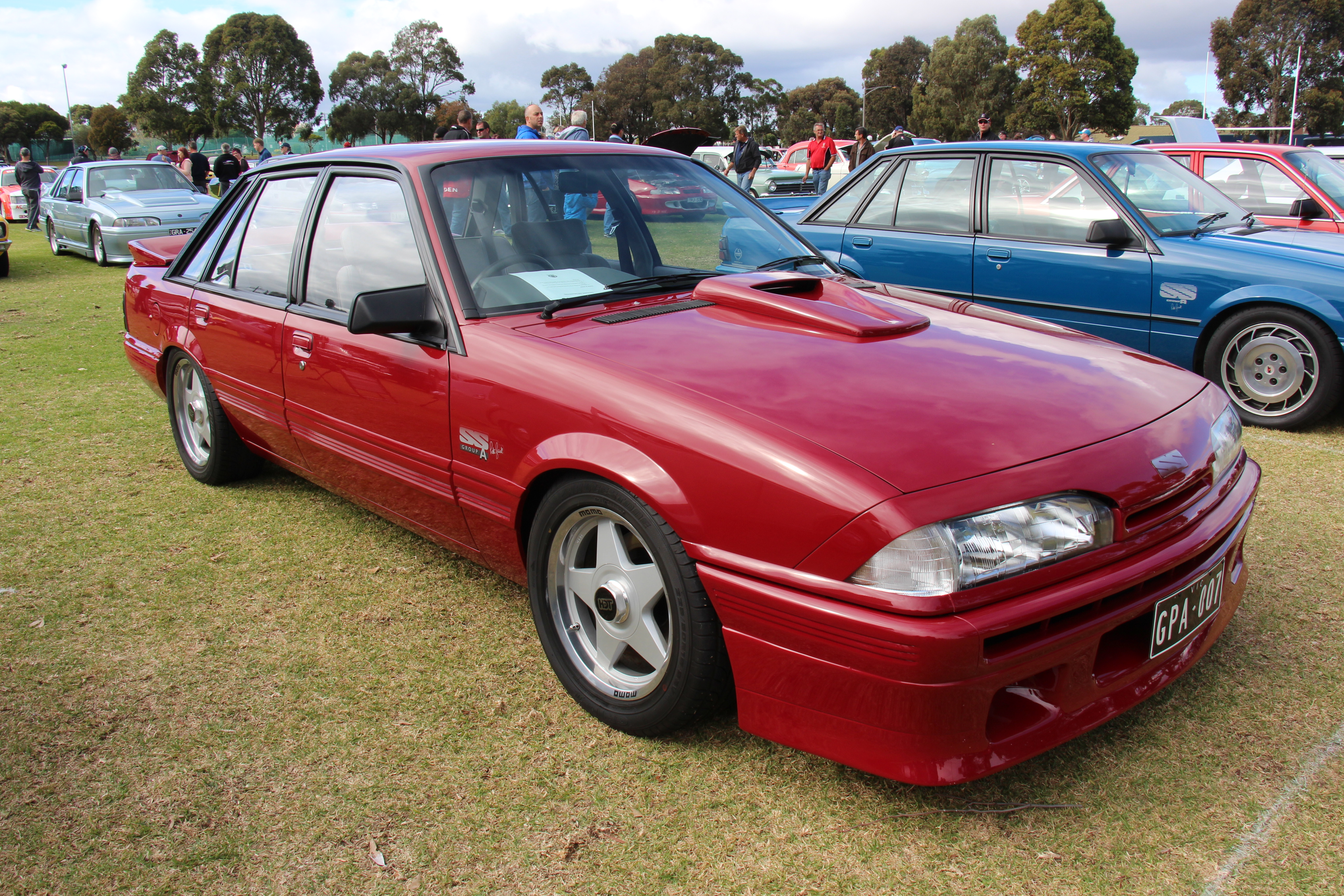
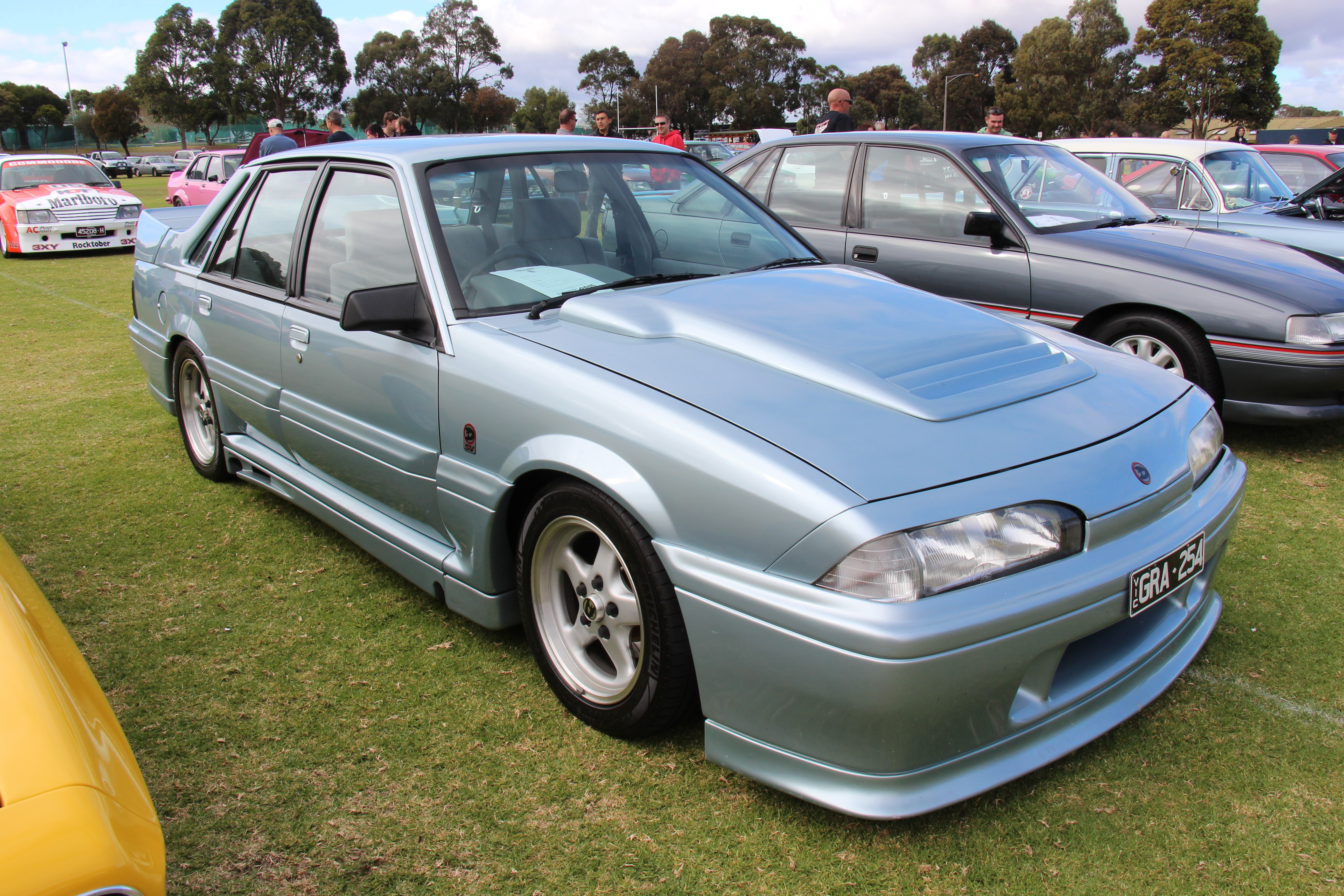
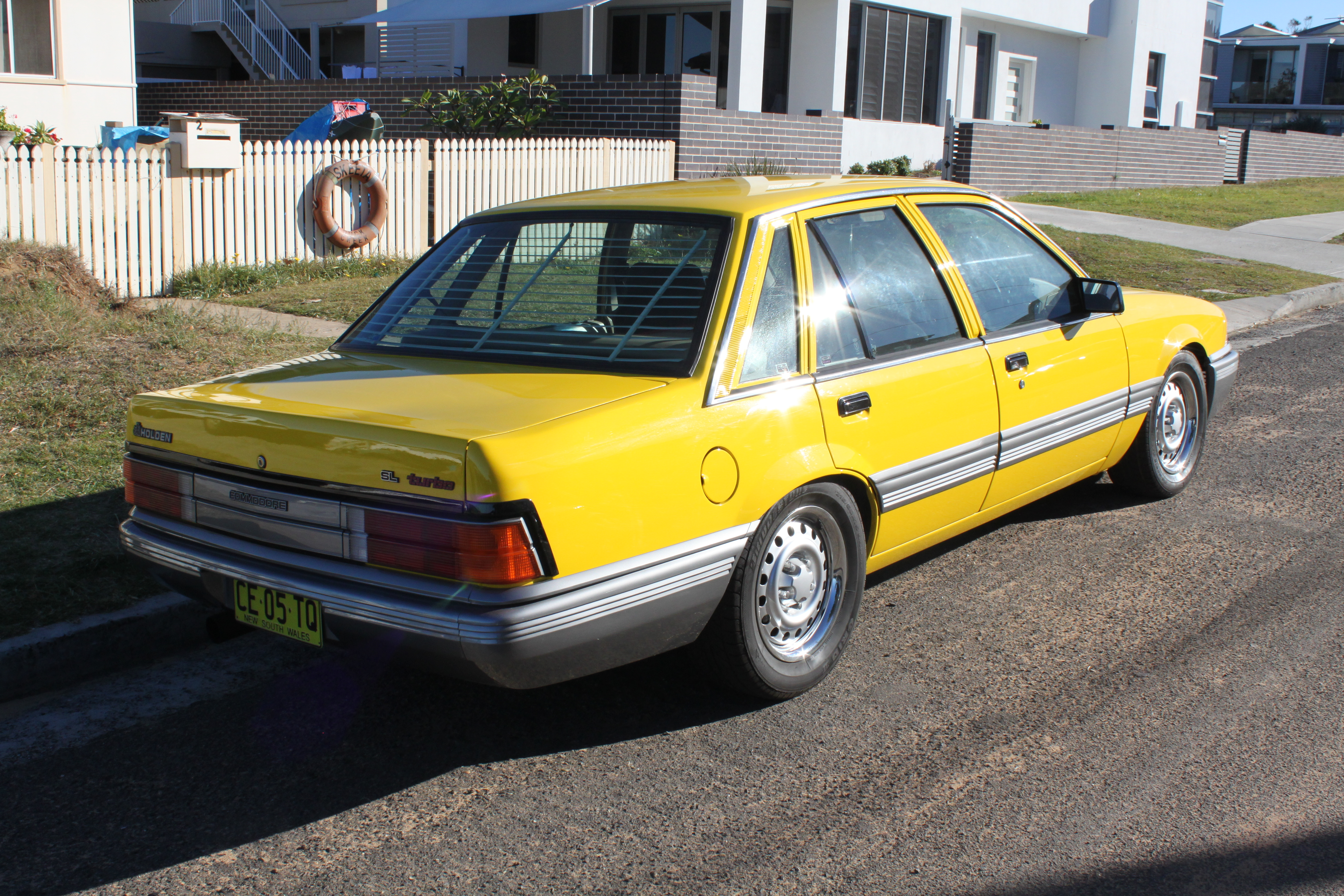